# Eidgenössische Volksinitiative «für die Einmalige Vermögensabgabe»

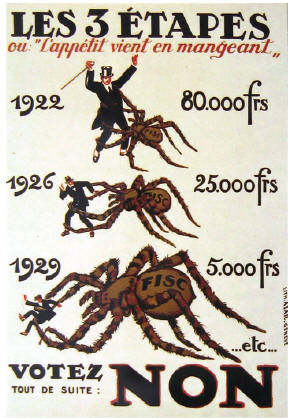
Abstimmungsplakat

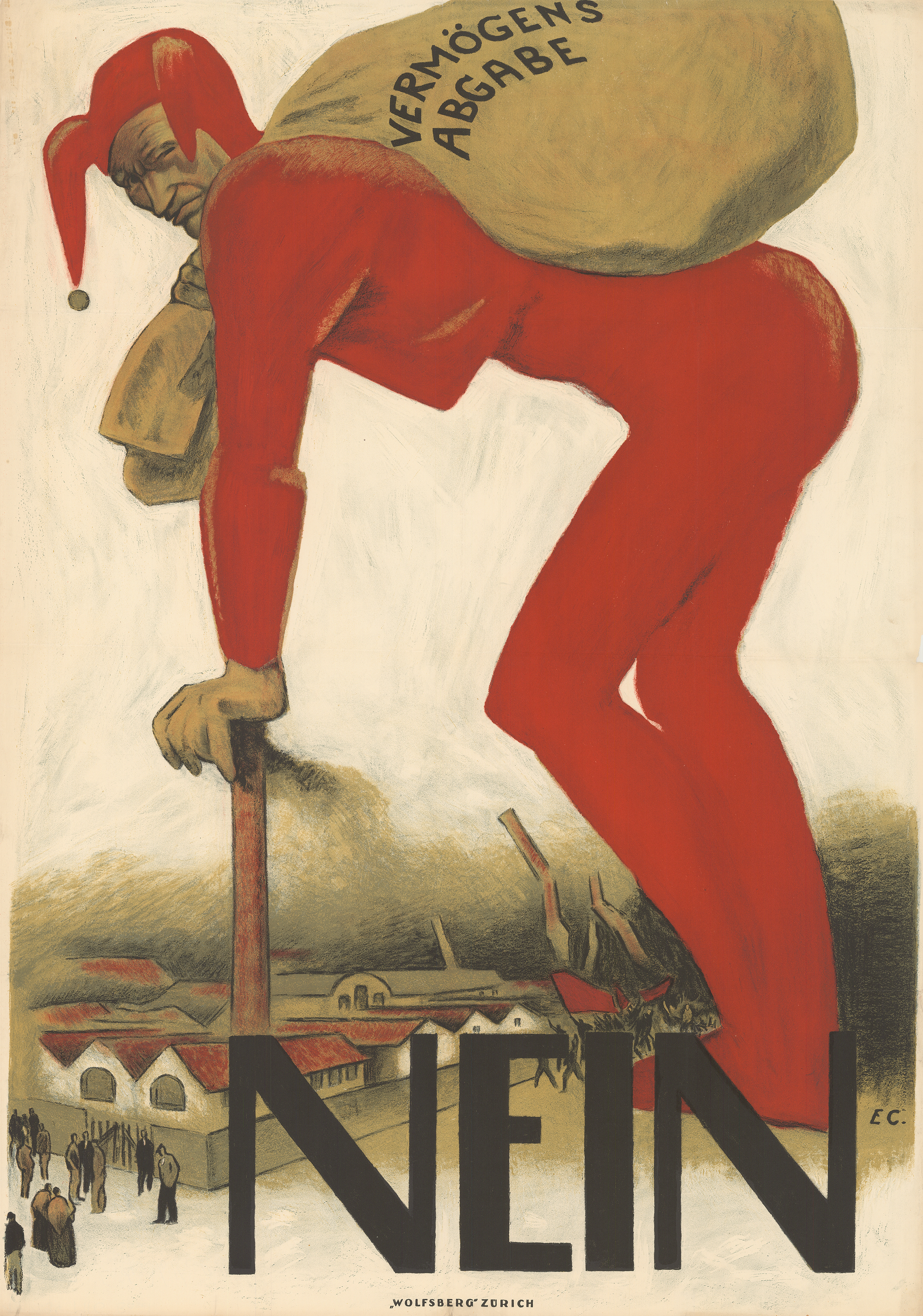
Abstimmungsplakat

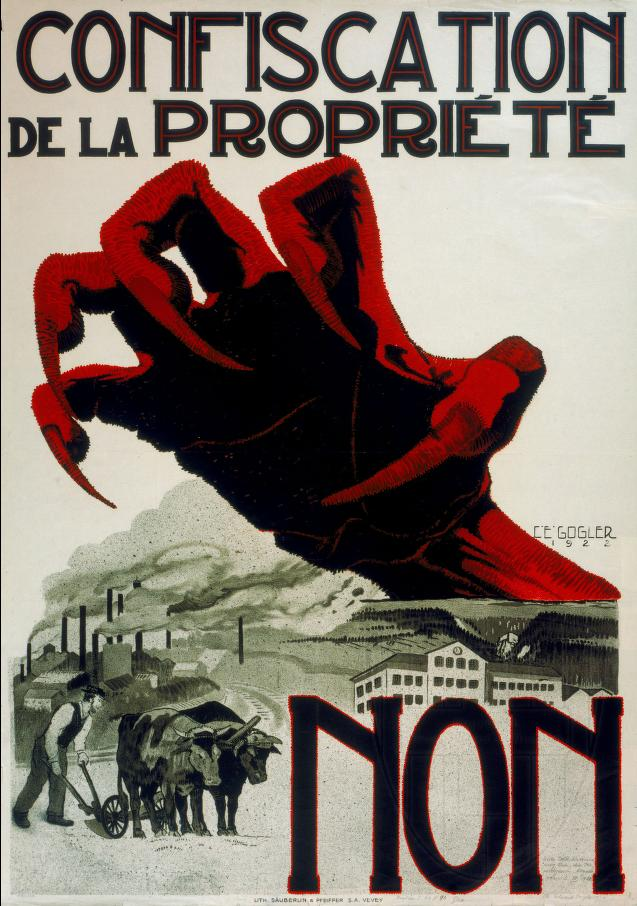
Abstimmungsplakat

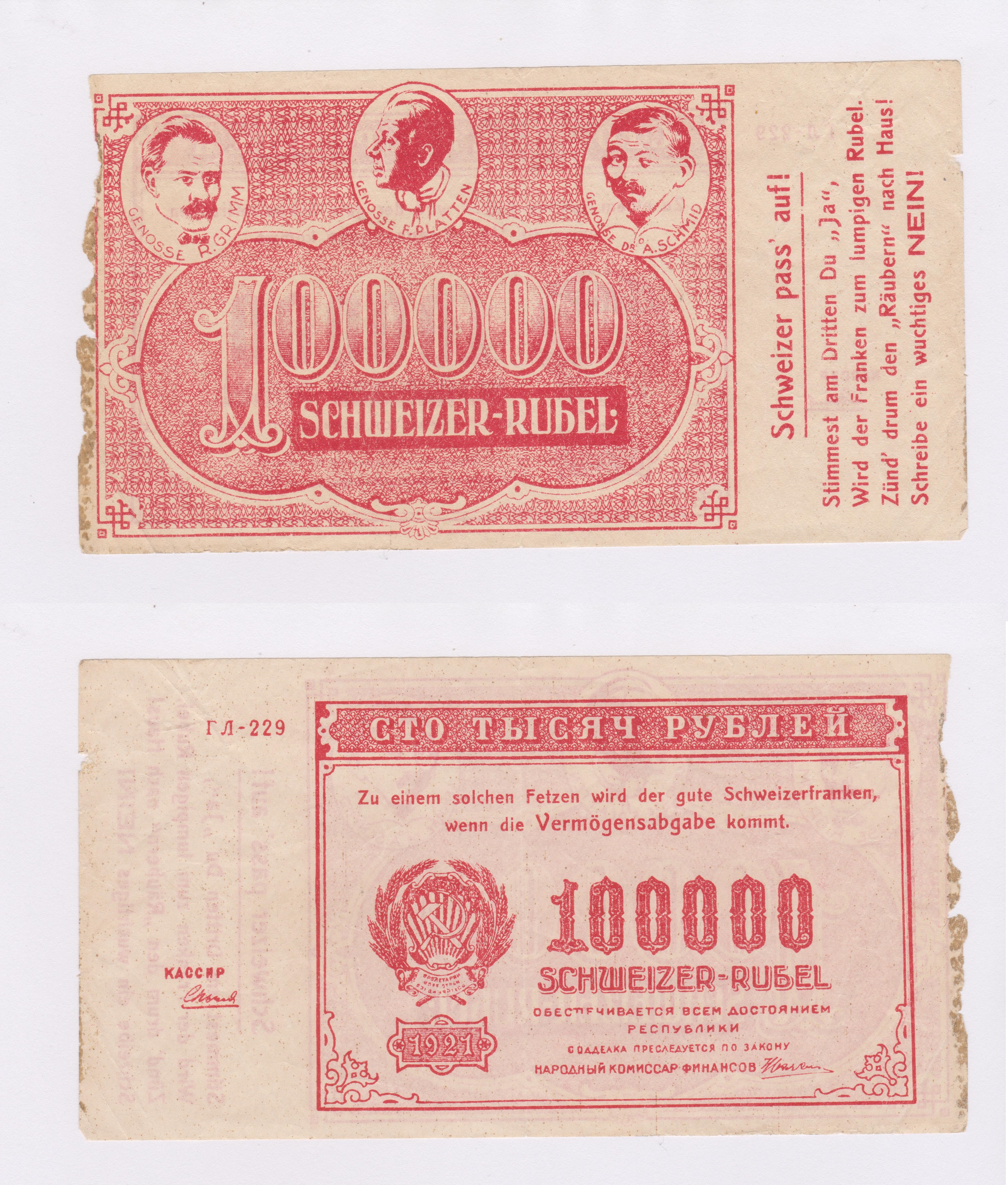
Propagandaschein

Die eidgenössische Volksinitiative «für die Einmalige Vermögensabgabe» ist eine Schweizer Volksinitiative, die am 3. Dezember 1922 zur Abstimmung gelangte und von Volk und Ständen verworfen wurde. Sie wurde von der Sozialdemokratischen Partei der Schweiz lanciert und hatte zum Ziel, durch eine Vermögensabgabe die während des Ersten Weltkriegs gemachten Schulden zu tilgen. 

## Forderung
Die Initiative sah eine einmalige Vermögensabgabe auf das Gesamtvermögen zum Stichtag 31. Dezember 1922 von natürlichen und juristischen Personen vor. Der progressive Steuersatz stieg von 8 Prozent auf Vermögen über 80.000 Franken bis 60 Prozent für Vermögen von über 32,7 Millionen Franken. Im Verfassungstext zur Abstimmung war explizit geregelt, dass es sich de jure um eine einmalige Vermögensabgabe handelt. Der Verfassungsartikel wäre nach einmaliger Erhebung wieder gestrichen worden. Die Abgabe hätte nach Schätzungen etwa 0,6 % der Bevölkerung betroffen. Die Initiative zur einmaligen Vermögensabgabe wurde mit 87 % Nein-Stimmen abgelehnt. Bei der Abstimmung kam die höchste je erzielte Stimmbeteiligung in der Schweiz von 86,3 % zustande.  
Die Initiative war insbesondere auch ein Angriff auf das Schweizer Bankgeheimnis. Alle natürlichen und juristischen Personen sollten der Steuerbehörde gegenüber zur Auskunft verpflichtet werden. Insbesondere die Geldinstitute wären verpflichtet gewesen, sich «allen Kontrollmassnahmen der Einschätzungsbehörden zu unterziehen».

## Abstimmungsparolen
Die Vorlage wurde einzig von der SP unterstützt. Die bürgerlichen Parteien FDP, CVP und SVP hatten alle die Nein-Parole beschlossen. 

## Abstimmung
Die Initiative wurde deutlich abgelehnt. 109'702 gültige Ja-Stimmen (Anteil 13,0 %) standen 736'952 Nein-Stimmen (Anteil: 87,0 %) gegenüber. Die höchste Zustimmung wurde in den Kantonen Basel-Stadt mit 28 % und in Genf mit 25 % erreicht.